# علی‌اکبر طالب‌زاده
علی‌اکبر طالب‌زاده (زادهٔ ۱۳۴۷) سرتیپ خلبان ارتش جمهوری اسلامی ایران است، که از اردیبهشت ۱۴۰۴ به‌عنوان جانشین فرمانده نیروی هوایی ارتش ایران فعالیت می‌کند.
وی در سال ۱۳۶۷ به‌عضویت ارتش ایران درآمد و پس از فارغ‌التحصیلی از دانشکده خلبانی نهاجا، از سال ۱۳۷۰ فعالیت به‌عنوان خلبان اف-۴ را در پایگاه ششم شکاری بوشهر آغاز کرد. او تا سال ۱۳۹۶ مراتب فرماندهی را به‌عنوان فرمانده گردان ۶۱ شکاری، معاون عملیات و جانشین فرمانده پایگاه ششم شکاری بوشهر طی نمود.
طالب‌زاده از ۱۳۹۶ تا ۱۳۹۷ جانشین معاون تربیت و آموزش نیروی هوایی ارتش بود، در فاصله سالهای ۱۳۹۷ تا ۱۳۹۹ فرماندهی پایگاه ششم شکاری بوشهر را برعهده داشت، از ۱۳۹۹ تا ۱۴۰۰ به‌عنوان معاون عملیات نیروی هوایی ارتش فعالیت می‌کرد و از مهرماه ۱۴۰۰ تا اردیبهشت ۱۴۰۴ معاون هماهنگ‌کننده نیروی هوایی ارتش بود.

## زندگی‌نامه
علی اکبر طالب زاده در سال ۱۳۴۷ در شهر تهران زاده شد. او دوران تحصیلات متوسطه خود را در کرمان گذراند، در سال ۱۳۶۷ به استخدام نیروی هوایی ارتش جمهوری اسلامی ایران درآمد و سال ۱۳۷۰ از دانشکده خلبانی نیروی هوایی ارتش در رشته خلبانی جنگنده اف ۴ فانتوم فارغ‌التحصیل شد. او تمامی دوران عملیاتی خدمت خود را در پایگاه ششم شکاری بوشهر گذراند، نزدیک به ۲۶ سال و در این مدت سمت‌هایی نظیر: فرماندهی گردان ۶۱، معاونت عملیات پایگاه، جانشین پایگاه و در نهایت فرماندهی پایگاه ششم را تجربه کرد. او در بیشتر رزمایش‌های نیروی هوایی و پروازهای عملیاتی و رژه‌های نیروی هوایی حضور داشت. وی در بین سال‌های ۱۳۹۶ تا ۱۳۹۷ جانشین معاونت تربیت و آموزش نیروی هوایی را برعهده داشت و سپس به فرماندهی پایگاه ششم شکاری بوشهر منصوب گردید. طالب‌زاده به مدت شش ماه معاون عملیات نیروی هوایی بود که با انتصاب سرتیپ مهدی هادیان به عنوان جانشین نیروی هوایی ارتش، به سمت معاونت هماهنگ‌کننده نیروی هوایی منصوب شد. او در اردیبهشت ماه ۱۴۰۴  به جانشینی فرمانده نیروی هوایی ارتش منصوب شد.

## سوابق
- فرمانده گردان ۶۱ بوشهر[۳]
- معاون عملیات پایگاه ششم شکاری بوشهر
- جانشین فرمانده پایگاه ششم شکاری بوشهر
- جانشین معاون تربیت و آموزش نیروی هوایی ارتش
- فرمانده پایگاه ششم شکاری بوشهر
- معاون عملیات نیروی هوایی ارتش
- معاون هماهنگ‌کننده و رئیس ستاد نیروی هوایی ارتش
- جانشین فرمانده نیروی هوایی ارتش[۹]

## آرم‌ها
| آرم‌های سینه             |     |
| خلبان F4                |     |
| دانشگاه فرماندهی و ستاد | آجا |
| دانشگاه عالی دفاع ملی   |     |

| آرم‌های بازو |
| نهاجا       |

## نوار نشان‌ها
|  |  |  |
|  |  |  |
|  |  |  |
|  |  |  |
|  |  |  |
|  |  |  |

### نام نشان‌ها
| نشان ایثار             | نشان ورزش              | دوره دکتری             |
| دوره کارشناسی ارشد     | دوره کارشناسی          | دوره مقدماتی           |
| دوره علوم استراتژیک    | دوره عالی              | دوره دافوس             |
| دوره سوم دانشگاه افسری | دوره اول دانشگاه افسری | دوره دوم دانشگاه افسری |
| نشان جهاد              | نشان دانش              | دوره سرپرستی           |
| دوره تخصصی             |                        |                        |